# Meleck
Meleck (auch: Melek) ist ein Dorf in der Landgemeinde N’Gourti in Niger.

## Geographie

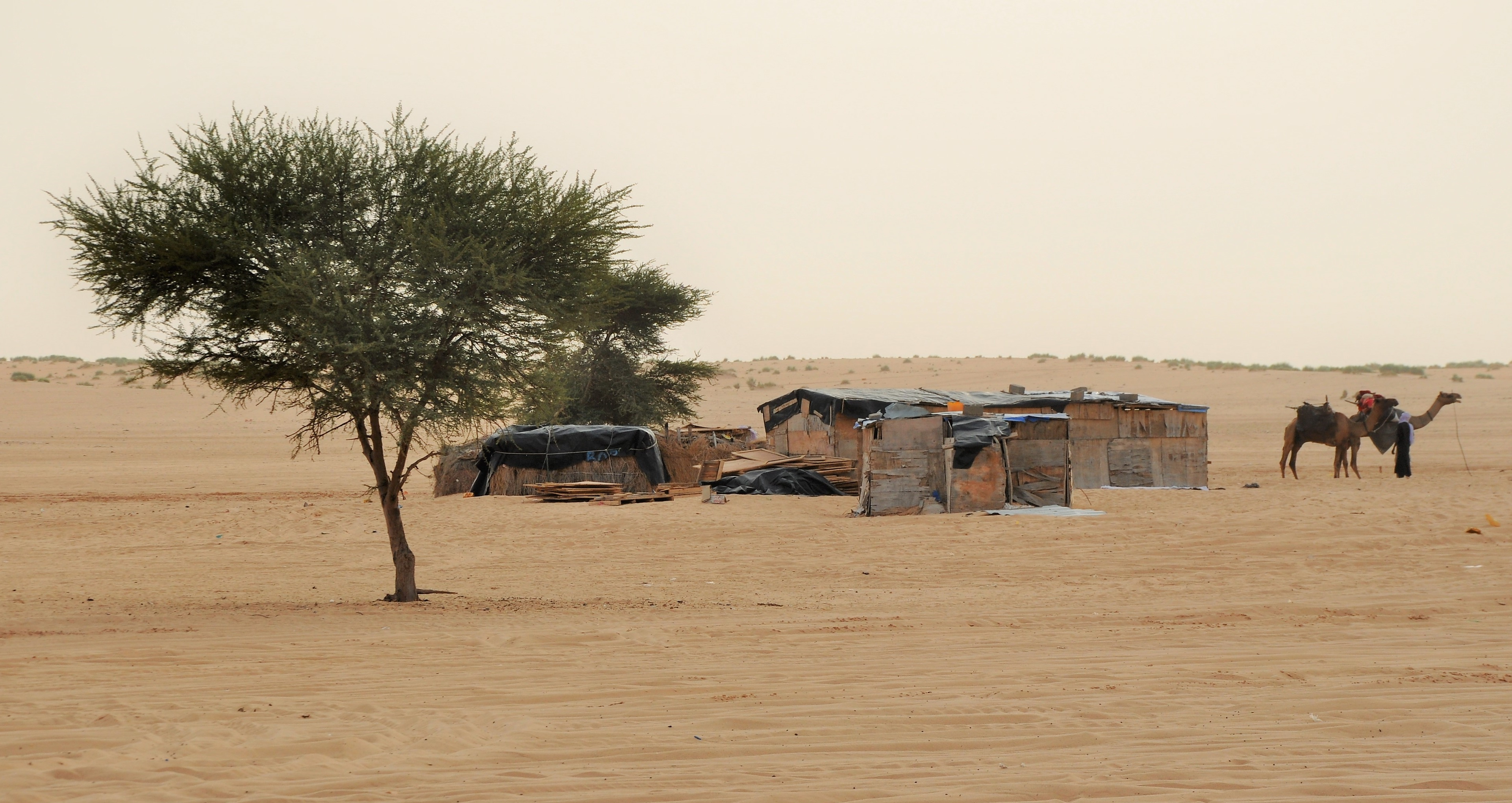
Hütten in Meleck (2019)

Das von einem traditionellen Ortsvorsteher (chef traditionnel) geleitete Dorf liegt rund 40 Kilometer nordwestlich des Hauptorts N’Gourti der gleichnamigen Landgemeinde und des gleichnamigen Departements N’Gourti, das zur Region Diffa gehört. Zu den weiteren Siedlungen in der Umgebung von Meleck zählen Trouna im Nordwesten und Blahardey im Südwesten.
In Meleck herrscht hyperarides Sahara-Klima vor. Die Siedlung befindet sich in einer Senke mit einem Durchmesser von vier Kilometern, die von großen Sanddünen umgeben ist. Die wenigen in die Senke wachsenden Bäume bilden kleine Wäldchen. In der Gegend leben vereinzelt Dorkasgazellen und Trappen. Etwa 30 Kilometer südöstlich von Meleck erhebt sich der die Landschaft prägende, 382 m hohe Hügel 
Dogaria.

## Geschichte
Infolge der damaligen Hungersnot in der Sahelzone ließen sich Mitte der 1970er Jahre Angehörige der Araber-Gruppierung Oulêd Sliman in Meleck nieder. Die Oulêd Sliman waren Mitte des 19. Jahrhunderts aus dem libyschen Raum zunächst in tschadisches Gebiet und von dort aus zu Beginn des 20. Jahrhunderts in der Norden der heutigen Region Diffa gewandert. Von dort aus war neben Meleck vor allem Tesker ihr Zielgebiet.

## Bevölkerung

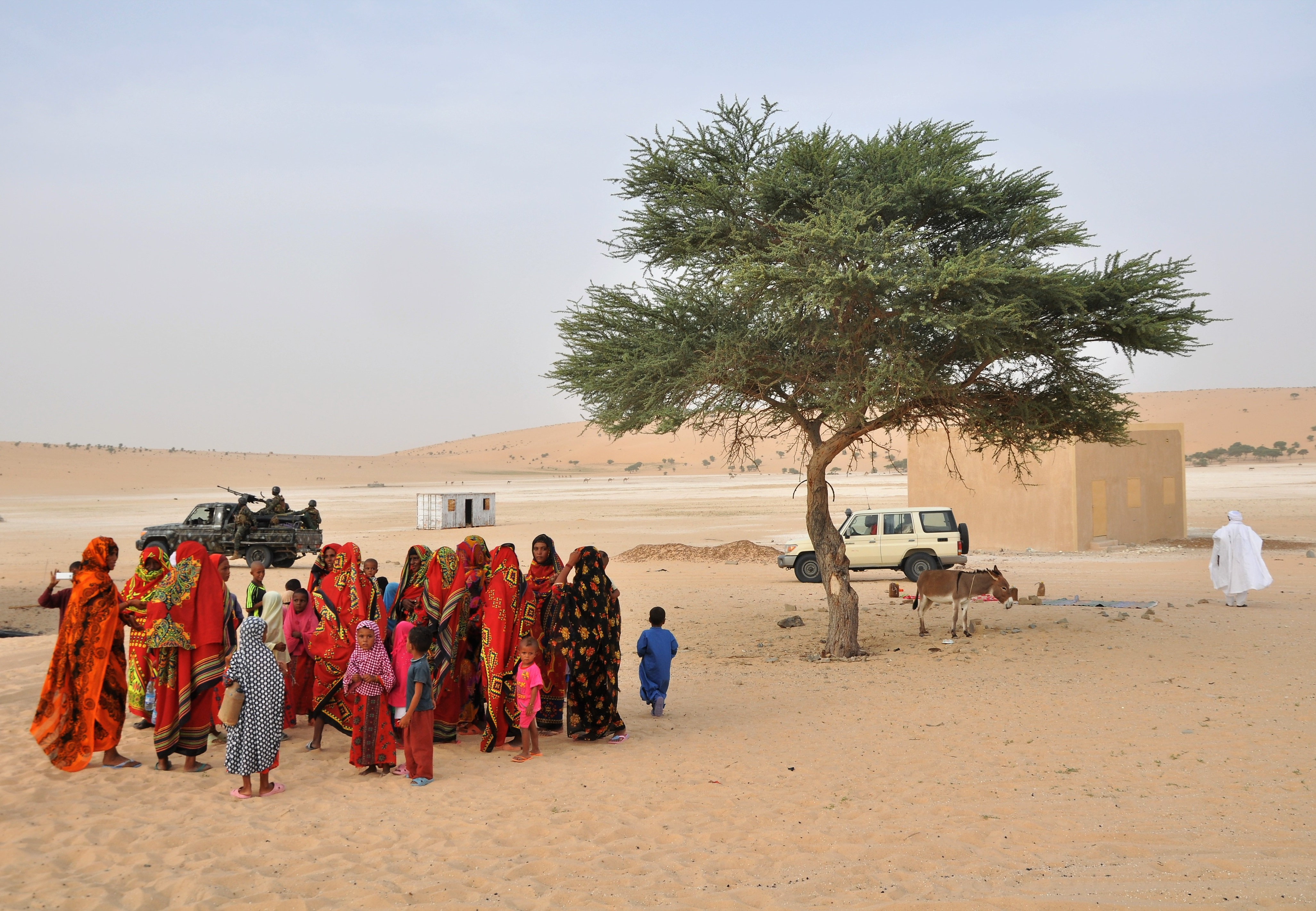
Kinder und Frauen in Meleck (2019)

Bei der Volkszählung 2012 hatte Meleck 147 Einwohner, die in 25 Haushalten lebten. Bei der Volkszählung 2001 betrug die Einwohnerzahl 203 in 36 Haushalten
Die Bevölkerungsdichte in diesem Gebiet ist gering und liegt bei unter 10 Einwohnern je Quadratkilometer.

## Wirtschaft und Infrastruktur

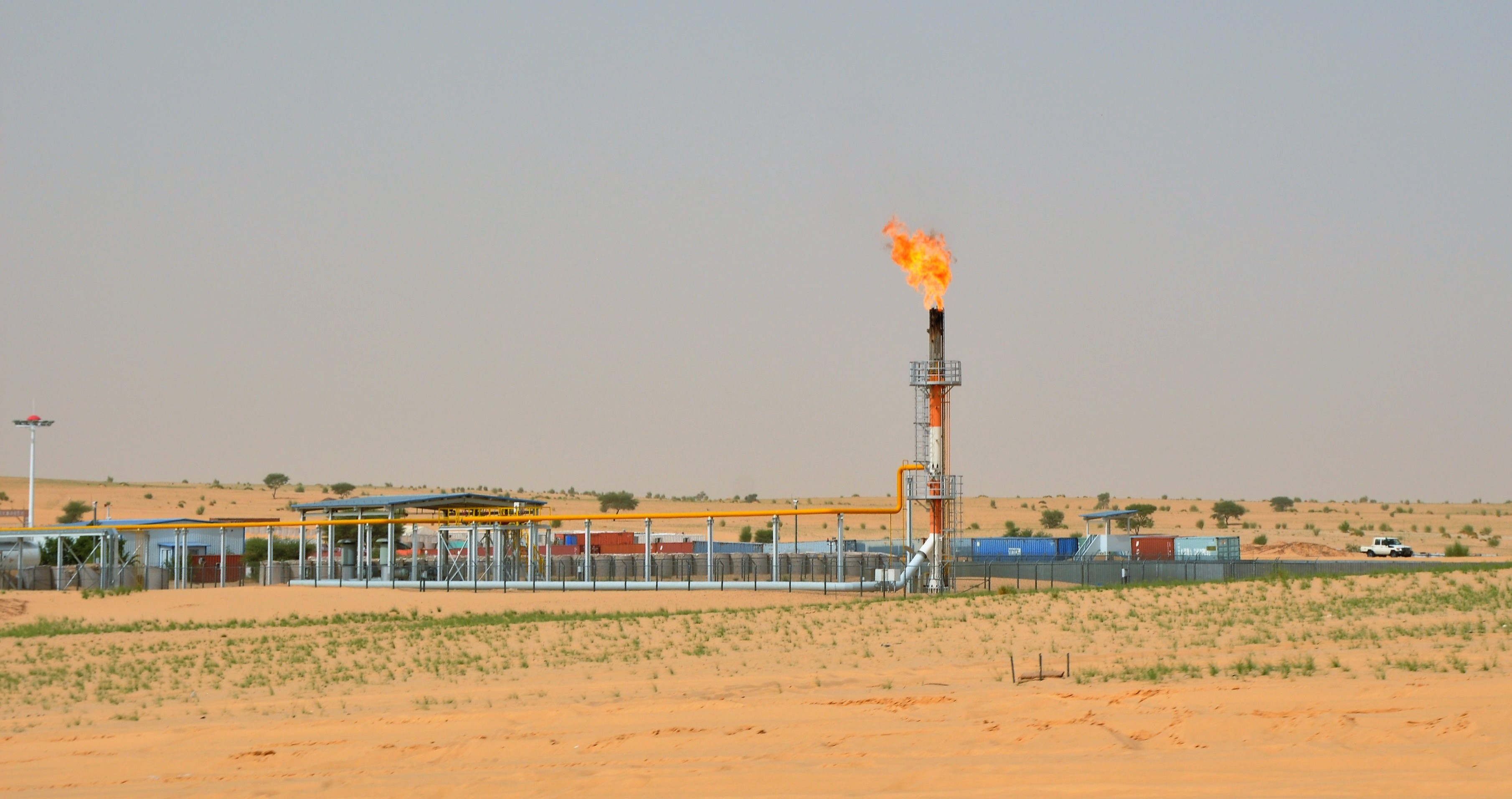
Erdölförderung bei Meleck (2019)

Im Dorf gibt es eine Grundschule und einen aus festem Baumaterial errichteten Speicher einer Getreidebank. Die Oulêd Sliman sind hauptsächlich als Kamelzüchter tätig. Bei Meleck wird Erdöl gefördert.